# Comuna Denîsivka, Orjîțea
Denîsivka (în ucraineană Денисівка) este o comună în raionul Orjîțea, regiunea Poltava, Ucraina, formată din satele Cimîhalove, Denîsivka (reședința) și Teremețke.

## Demografie
Componența lingvistică a comunei Denîsivka
     Ucraineană (96,95%)
     Rusă (2,29%)
     Alte limbi (0,76%)
Conform recensământului din 2001, majoritatea populației comunei Denîsivka era vorbitoare de ucraineană (96,95%), existând în minoritate și vorbitori de rusă (2,29%).